# Смик Олександр Миколайович
Олекса́ндр Микола́йович Сми́́к  (1900, Нехвороща, Костянтиноградський повіт, Полтавська губернія, нині Полтавська область, Новосанжарський район — 1942, Київ) — український архітектор.
Закінчив Київський художній інститут (1928; 1929—1941 — його викладач). Серед інших, запроєктував будинок Управління шляхів у Луганську (у співпраці з А. Добровольським, 1935), житлові будинки на бульварі Т. Шевченка (1936—1937) та на вулиці І. Франка (1937—1938) у Києві. Сполучав використання досвіду класичної архітектурної спадщини з українськими національними формами. Автор статті «Українська національна форма в радянській архітектурі» («Архітектура Радянської України», ч. 5, 1940), та ін.